# Song Dae-nam
Song Dae-nam (Gyunggi, 5 de abril de 1979) é um judoca sul coreano que conquistou uma medalha de ouro nas Olimpíadas de 2012 na categoria até 90 kg.